# Tomás II de Saluzzo
Tomás II del Vasto (1304 – Saluzzo, 18 de agosto de 1357) fue marqués de Saluzzo de 1336 a 1357. Era hijo de Federico I de Saluzzo y Margarita de La Tour Du Pin.
Tomás estaba casado con una Visconti de Milán, lo que le hacía pertenecer por alianzas al partido gibelino. Así que nada más subir al trono, Tomás decidió aliarse con Saboya, Acaya y Montferrato para oponerse al creciente poder en la región del güelfo Roberto I de Anjou, rey de Nápoles. Federico I había dejado sin zanjar el asunto de la sucesión frente a su hermanastro, y muerto Federico, Manfredo se dedicó a preparar un gran ejército para derrocar a su sobrino Tomás. Como Tomás era enemigo declarado del angevino, a Manfredo no le costó convencer a Roberto I para que le pagase un ejército.
Fruto de sus alianzas, Tomás participó en muchos conflictos, ya que la región estaba en constantes guerras entre los bandos güelfo y gibelino. Por su alianza con el conde Aimone de Saboya participó el 20 de febrero de 1339 con un grupo de soldados en la batalla de Parabiago, bajo el mando de Lodrisio Visconti, Señor del Seprio, que había creado la Compañía de San Jorge. Esta batalla terminó con la victoria de Luchino Visconti, Señor de Milán, y la derrota de Lodrisio y sus aliados, con lo que quedaban zanjadas las disputas sucesorias en Milán.
Finalmente Manfredo estuvo dispuesto para atacar a su sobrino, y desde el norte entró en el marquesado con el ejército angevino hasta llegar a asediar Saluzzo. El asedio duró del 7 al 14 de abril de 1341, cuando la ciudad se entregó por elección popular. Lejos de agradecer el gesto del pueblo, Manfredo quemó la ciudad y destruyó el castillo. Tomás fue encarcelado. Pero un año después los güelfos estaban siendo derrotados en toda la región, y la falta de apoyos y las presiones de los Visconti obligaron a Manfredo a devolver el trono a Tomás, aunque no lo liberó antes de haber recibido un buen rescate.

## Descendencia
Tomás tuvo once hijos de su matrimonio con Ricarda, hija de Galeazzo I Visconti:
- Federico II, que le sucedió en el trono.
- Galeazzo (1332), que se supone que murió en la niñez.
- Azzone (1336-1426), Señor de Monasterolo, Oncino, Paesana, Crissolo, Sanfront y Castellar.
- Eustaquio († 1405), conde de Cervinasco y Monesiglio, Señor de San Pietro Monterosso, Montemale y Prasleves.
- Luchino, posiblemente ilegítimo, que fue escudero de los condes de Saboya.
- Constanzo
- Giancomo
- Luchina, casada con Giovanni Beccaria.
- Beatriz, casada con Antonio Faletto, Señor de Villafaletto.
- Pentesilea, casada con Ludovico de Chiesa.
- Ana, que fue monja.

| Predecesor: Federico I | Marqués de Saluzzo 1336-1357 | Sucesor: Federico II |

- Datos: Q1062583
- Multimedia: Thomas II of Saluzzo / Q1062583